# Bassin (Wendisch Baggendorf)
Bassin ist ein Ortsteil der Gemeinde Wendisch Baggendorf im Landkreis Vorpommern-Rügen in Mecklenburg-Vorpommern
Der Ortsteil liegt nördlich des Gemeindezentrums. Nördlich fließt die Trebel in West-Ost-Richtung an Bassin vorbei. Östlich grenzt Bassin an den Grimmener Ortsteil Grellenberg, westlich an den Wendisch Baggendorfer Ortsteil Kirch Baggendorf. Die Bundesautobahn 20 führt südlich in West-Ost-Richtung am Ort vorbei.

## Orts- und Gutsgeschichte
Die Historie des Ortes wurde bis zu Beginn des 20. Jahrhunderts stark durch die Entwicklung des Gutes Bassin geprägt. Schon vor der Mitte des 18. Jahrhunderts gelangt die briefadelige Familie von Tigerström in den Besitz des Gutes Bassin. Das Adelsgeschlecht lutherischen Glaubens stammte aus Schweden und hatte ihren Ursprung in der Familie des Enköpinger Ratsherrn Johan Julius Beckenström, nobilitiert Oktober 1718, Diplom März 1719. Nachfolgend finden sie auch Aufnahme in die Schwedisch-Pommersche Ritterschaft. Die Genealogie in Bassin beginnt wohl mit Moritz von Tigerström (1769–1849) und seiner Ehefrau Charlotte von Balthasar (1773–1857), einer direkten Vorfahrin von Otto Lilienthal. Erbe wurde ihr Sohn Friedrich Wilhelm von Tigerström, der ein bekannter Jurist wurde. Er war  verheiratet (wohl) seit 1835 mit Charlotte Laurette Lang (* 1803 ?). Sie lebte als Witwe nachmals in Stralsund.   So fiel das Gut Bassin an einen Neffen. Um 1880 war Wilhelm von Tigerström Gutsbesitzer. Die Familie stellte zudem weiter aktive Offiziere. Vor 1900 gab es im Dorf eine Ziegelei, die zum Gut gehörte. 1905 war der Bassiner Gutsherr einer der beiden bestellten Vertreter des Kreises Grimmen der Kommission für das Adlige Fräulein-Stift in Barth.
1914 beinhaltete das Rittergut gesamt 490 ha, davon waren 340 ha Ackerflächen und 89 ha Waldbesitz. Zum Gut gehörte ein kleiner landwirtschaftlicher Betrieb. Eigentümer war Ernst Wilhelm von Tigerström. Sein Förster war Robert Melms. Er besaß das Rittergut auch noch 1921. 1924 ist der Rittergutsbesitzer als Mitglied der Geographischen Gesellschaft Greifswald geführt. Einige Jahre später konnte man Gut nicht mehr wirtschaftlich tragen, Tigerström lebte danach als Landwirt in Kückenshagen bei Saal. Bassiner Gutsbesitzer war 1939 nach dem amtlich letztmals publizierten Güter-Adressbuch Pommern Hugo Krueger, Verwalter Günther Krueger.

## Söhne und Töchter des Ortes
- Friedrich Wilhelm von Tigerström (1803–1868), Rechtswissenschaftler und Professor in Greifswald, Gutsbesitzer von Bassin